# Wumi Raji
Wumi Raji från Nigeria är författare, forskare och lärare i engelsk litteratur vid University of Ilorin, norr om Lagos. Han skriver dikter, noveller, essäer och dramatik.
Inom det litterära fältet har hans bok Long Dreams in Short Chapters: Essays in African Postcolonial Literary, Cultural and Political Criticisms publicerats 2009, en diktsamling, Rolling Dreams, gavs ut 2002 och en novellsamling väntas 2011.
I sin forskning sysslar Raji med afrikansk postkolonial litteratur. I denna kapacitet har han deltagit i ett forskningsprojekt vid Linnéuniversitetet i Växjö tillsammans med deltagare från USA, Australien, Afrika och Europa. Resultatet av samarbetet blev essäsamlingen Africa Writing Europe, utgiven 2009.
Utöver sin doktorsavhandling om västindiern George Lammings författarskap var Raji en av redaktörerna för boken Ken Saro-Wiwa and the Crisis of the Nigerian State. Han var gästforskare vid Nordiska Afrikainstitutet 2003 och har också fått stipendier som fört honom till Tyskland och England.